# 殷介炎
殷介炎（1940年2月—），男，汉族，上海人，中华人民共和国金融人物，曾任国家外汇管理局局长、党组书记，中国人民银行副行长，交通银行董事长，第十届全国政协委员。